# Ophodni brodovi projekta 22160
Projekt 22160 je serija velikih ophodnih brodova, koja se grade za rusku mornaricu. Plovila su prvenstveno namijenjena za dužnosti poput ophodnje, nadzora i zaštite na otvorenom i zatvorenom moru. Prvi brod položen je u veljači 2014. i pridružio se ruskoj mornarici u prosincu 2018. Do siječnja 2018. u izgradnji je bilo šest brodova.

## Dizajn
Naoružanje klase uključuje: krstareću raketu Kalibr-NK, aerosolnu kamuflažu, dva bacača granata, dva mitraljeza te dvonamjenski 76,2 mm top (AK-176). Brod također ima helikoptersku palubu i hangar za jedan helikopter Ka-27 ili Ka-226. Brod također nosi desantni gliser i ima opremu za bespilotne letjelice, podvodne letjelice bez posade i brodove bez posade. Postoji smještaj za dodatnih 60 putnika.
Godine 2020. najavljeno je da će ruska mornarica započeti s ispitivanjima ugradnje modularnih kontejnera na ophodne brodove, koji bi takvim brodovima omogućili da nose znatno unaprijeđeno naoružanje prilagođeno različitim misijama. Kontejneri su bili predviđeni za prijevoz različitog oružja uključujući sonare i torpeda ili protubrodske i krstareće projektile. Ispitivanja su se odvijala u Arktičkom moru od lipnja 2020. i trajala su dva mjeseca.
Ruska mornarica planirala je naručiti 6 dodatnih brodova od 2014., no ti su planovi napušteni u lipnju 2022. nakon nezadovoljstva učinkom brodova tijekom ruske invazije na Ukrajinu. Nedostaci uključuju nedovoljnu plovnost, lagani oklop i nedostatak odgovarajuće protuzračne obrane. Naime, nakon potonuća Moskve, ruska mornarica počela je pričvršćivati Tor-M2km raketni sustav na helikopterske palube ophodnih brodova.
Dana, 17. kolovoza 2022. izvršni direktor Ak Barsa Renat Mistakhov izjavio je da se mogu konstruirati daljnja plovila koja će biti naoružana novim protuzračnim projektilima.

## Povijest
Brod Vasily Bykov sudjelovao je u napadu na Zmijski otok 24. veljače 2022. tijekom prvog dana ruske invazije na Ukrajinu 2022. zajedno s ruskom krstaricom Moskva. Ovaj sukob završio je ruskim preuzimanjem Zmijskog otoka.
Dana, 7. ožujka 2022., ukrajinski izvori tvrdili su da su Oružane snage Ukrajine pogodile Vasily Bykov raketnim topništvom kod obale Odese, navodno ga teško oštetivši ili potopivši. Međutim, 16. ožujka 2022. Vasily Bykov je viđen kako ulazi u Sevastopolj bez vidljivih oštećenja.
Dana 5. kolovoza 2022. jedan od brodova te klase viđen je kako ulazi u Sevastopolj s oštećenom krmom od požara, za što obavještajni analitičar otvorenog izvora smatra da je rezultat napada prethodnog dana.

## Izvoz
U travnju 2018. objavljeno je da su pregovori u tijeku nakon što je Alžir pokazao interes za nabavu četiri ophodna broda projekta 22160, opremljenih raketnim sustavom Club-N i protuzračnim sustavom Palma koji uključuje vođene projektile Sosna. Potražnja za brodovima naoružanim krstarećim projektilima Kalibr porasla je nakon što je Rusija upotrijebila te projektile u borbama u Siriji.